# Franz-Heinrich Beyer
Franz-Heinrich Beyer (* 11. März 1949 in Rostock-Warnemünde) ist ein deutscher evangelischer Theologe und Religionspädagoge.

## Leben
Nach Schulbesuch und Ausbildung zum Betonfacharbeiter studierte er evangelische Theologie an den Universitäten Berlin und Greifswald (1973 erstes theologisches Examen; Vikariat in Rostock; 1975 zweites theologisches Examen). Von 1975 bis 1981 war er Pfarrer in Kavelstorf bei Rostock. Seit 1981 war er wissenschaftlicher Assistent an der Theologischen Fakultät der Universität Rostock; zugleich Wahrnehmung eines Predigtauftrags in der Gemeinde. Nach der Promotion 1984 (Kirchengeschichte) in Rostock und der Habilitation 1990 (Praktische Theologie) war er von 1990 bis 1994 Privatdozent in Rostock. Seit 1995 war er Professor an der Evangelisch-theologischen Fakultät in Bochum für Praktische Theologie (Religionspädagogik).

## Schriften (Auswahl)
- Theologiestudium und Gemeinde. Zum Praxisbezug der theologischen Ausbildung im Kontext der DDR. Göttingen 1994, ISBN 3-525-62335-6.
- Eigenart und Wirkung des reformatorisch-polemischen Flugblatts im Zusammenhang der Publizistik der Reformationszeit. Frankfurt am Main 1994, ISBN 3-631-45402-3.
- Geheiligte Räume. Theologie, Geschichte und Symbolik des Kirchengebäudes. Darmstadt 2013, ISBN 978-3-534-26320-2.
- Eine Theologenexistenz im Wandel der Staatsformen. Helmuth Schreiner, 1931–1937 Universitätsprofessor in Rostock. Leipzig 2019, ISBN 3-374-06054-4.